# Época preestadística
La Época preestadística es un concepto utilizado por la demografía y por otras ciencias sociales, para aludir al periodo anterior a la existencia de censos de población modernos, es decir, con finalidad estrictamente demográfica y con una periodicidad establecida por el Estado. En España, el primer censo de la serie estadística se hizo en 1857, con lo cual, todos los registros anteriores pertenecen a la época preestadística.